# Grigoris Makos
Grigoris Makos (griechisch Γρηγόρης Μάκος; * 18. Januar 1987 in Athen) ist ein griechischer Fußballspieler, der seit 2019 beim griechischen Drittligisten FC Kalamata spielt.

## Karriere

### Verein
Grigoris Makos begann seine Karriere im Jahr 2000 im Alter von dreizehn Jahren beim Ilioupoli FC. 2003 wechselte er dann zu Panionios Athen in die erste Mannschaft und bestritt am 23. Mai 2004 gegen den Proodeftiki FC sein Ligadebüt. Sein erstes Ligator erzielte der defensive Mittelfeldspieler am 1. Oktober 2005 gegen APO Levadiakos. In den folgenden Jahren gehörte Makos trotz seines jungen Alters zu den wichtigsten Spielern bei Panionios und hatte im Alter von 21 Jahren schon über 100 Ligaspiele bestritten. Mit 19 Jahren bekam er bereits die Kapitänsbinde in die Hand gedrückt. Wegen seiner überragenden Leistungen zeigten die drei großen griechischen Vereine Olympiakos Piräus, AEK Athen, Panathinaikos Athen sowie Vereine aus dem Ausland Interesse an Makos. Letztendlich wechselte er zu AEK Athen.
Am 24. Juni 2009 unterschrieb er einen Fünfjahresvertrag bei AEK. Kurz nach der Unterzeichnung sagte er, der Grund warum er hierher gewechselt sei, sei Trainer Dušan Bajević gewesen. Am 6. Juli entschied er sich für die Trikotnummer 14, die er schon seit seiner Jugend trug. Am 20. August gab er in der UEFA Europa League 2009/10 gegen den FC Vaslui aus Rumänien seinen Einstand, und ließ am zehn Tage später bei einem 1:0-Auswärtssieg bei Atromitos Athen sein Ligadebüt folgen.
In seiner ersten Saison absolvierte Makos 28 Einsätze, davon 21 in der Liga, einen im Pokal und sechs in der Europa League. In der Saison 2010/11 war er zum größten Teil Stammspieler und überzeugte mit Leistungen in den UEFA Europa-League-Playoffs gegen Dundee United sowie in den Vorbereitungsspielen. Bisher bestritt er 26 Ligaspiele und acht Spiele in der Europa League.
Anfang Juli 2012 wurde Makos vom deutschen Zweitligisten TSV 1860 München verpflichtet. Er unterschrieb einen Zweijahresvertrag bis Ende Juni 2014. Bei den Sechzgern kam er in der Spielzeit 2012/13 auf elf Einsätze, nachdem er sich am Saisonbeginn das Syndesmoseband im linken Sprunggelenk gerissen hatte und dadurch mehrere Monate lang ausgefallen war. In der Rückrunde spielte er auf eigenen Wunsch auch viermal für die zweite Mannschaft in der Regionalliga Bayern.
Nach einer Saison verlässt der defensive Mittelfeldspieler den TSV 1860 München und schließt sich dem zypriotischen Vize-Meister Anorthosis Famagusta an. Über die Ablösemodalitäten vereinbarten beide Vereine Stillschweigen. Seit 2015 spielt er wieder in Griechenland, meist bei unterklassigen Vereinen.

### Nationalmannschaft
Nachdem Makos schon für die griechische U-21-Nationalmannschaft gespielt hatte, debütierte er am 5. Februar 2008 in der griechischen Fußballnationalmannschaft in einem Freundschaftsspiel gegen Tschechien. Am 19. Mai kam er gegen Zypern zu seinem zweiten Länderspieleinsatz.
Am 9. November wurde er für das WM-Qualifikationsspiel gegen die Ukraine nominiert, allerdings nicht eingesetzt. Am 28. Februar 2010 wurde er in einem Vorbereitungsspiel für die Fußball-Weltmeisterschaft 2010 gegen Senegal in der zweiten Halbzeit eingesetzt und kam damit zu seinem ersten Länderspieleinsatz seit über einem Jahr.
Makos wurde von Nationaltrainer Otto Rehhagel für den erweiterten 30-Mann-Kader nominiert, schaffte es aber nicht in den WM-Kader.

## Titel und Erfolge
AEK Athen
- Griechischer Fußballpokal: 2010/11